# Sistema Soldato
Il Sistema Soldato (anche detto Soldato Futuro ed oggi Soldato Sicuro), è un programma nato come “Combattente 2000”, e consiste nella valutazione e nel possibile conseguente utilizzo delle nuove tecnologie, via via messe a disposizione dal progresso tecnico, destinabili all’impiego a favore della sicurezza e dell’efficienza del soldato nell’ambito del contesto operativo nel quale svolge i propri compiti.

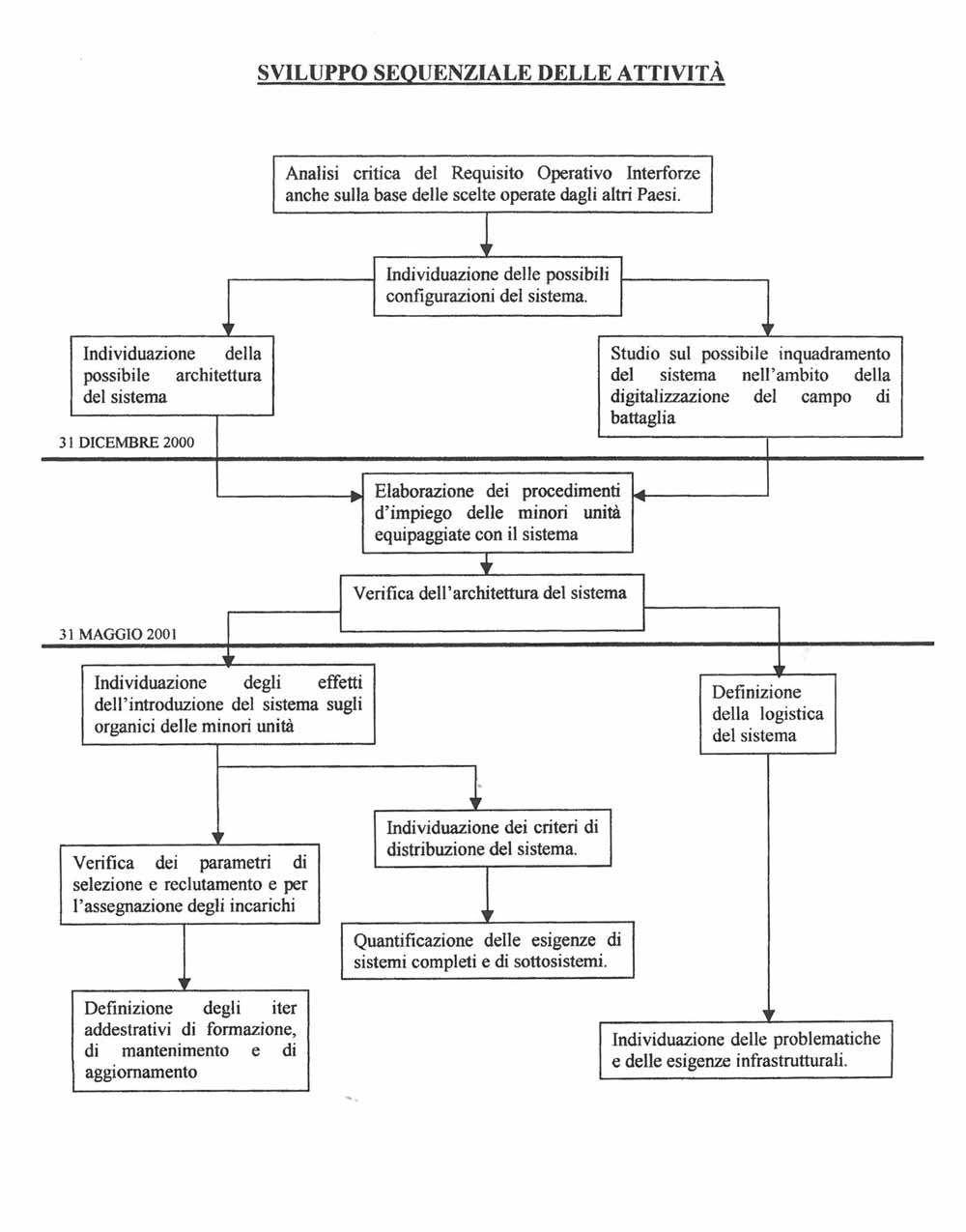

Dalla fine degli anni ’90, negli Stati Uniti ed in ambito NATO, viene sentita l’esigenza di un sistema che consentisse un controllo centrale del campo di battaglia, e quindi la digitalizzazione della zona di operazioni con il relativo personale impiegato a favore della interoperabilità delle forze utilizzate, che negli scenari di quel periodo divenivano con ormai sempre maggior frequenza formazioni multinazionali. Tale caratteristica presuppone chiaramente che vi sia un’analogia funzionale ed operativa tra unità similari.
Il primo gruppo di lavoro a cui l’Esercito Italiano affidò l’incarico dello studio del “Sistema Soldato”, fu guidato dal Generale Franco Monticone.

## Finalità
Le finalità del programma  erano -e sono ancora oggi- essenzialmente dirette a migliorare ed integrare tecnologicamente la funzione capacitiva, tanto del combattente quanto del comando delle operazioni (in particolare nella gestisce di componenti operative multinazionali). 
L’importanza di migliorare le capacità del combattente, e la valorizzazione delle minori unità che assumono il ruolo di veri protagonisti, si è manifestata allorché si delineavano le caratteristiche dei nuovi scenari operativi, sia per la natura sempre più frequente di operare in contesti urbanizzati che per i requisiti degli interventi di prevenzione delle crisi e mantenimento della pace: tali azioni implicano un quadro a c.d. bassa intensità operativa, ovvero l’assenza di una linea di contatto e pertanto un rischio latente, occulto e non orientato, proveniente cioè da 360 gradi e riscontrabile in qualsiasi momento.
Il concetto di un’estesa integrazione tra Uomo e tecnologia amplia notevolmente l’efficacia di comando e coordinamento, traducendosi in una maggiore efficienza operativa in particolare delle minori unità che, essendo esposte al contatto diretto, hanno a loro disposizione tempi ridotti per agire e reagire.

## Criteri e presupposti del Sistema nella sua prima stesura come “Combattente 2000”
- Gli scenari operativi ipotizzabili sono caratterizzati da incertezza ed imprevedibilità, e possono variare da un conflitto ad alta intensità ad un intervento in scenari a bassa intensità, in particolare nell’ambito di operazioni di gestione delle crisi.

- Le minacce da considerare sono quelle connesse con conflitti simmetrici, asimmetrici e quelle derivanti da tutti i fattori ambientali.

- Il Sistema deve basarsi sulla sinergia dell’equipaggiamento con l’uomo, ed è finalizzato ad incrementare l’efficienza del combattente appiedato, esaltandone ed integrandone le aree capacitive essenziali.

- Il Sistema dev’essere configurato in modo da ottimizzare l’assolvimento delle attività operative fondamentali da parte del combattente appiedato e, nel contempo, consentire l’integrazione degli elementi operativi nella architettura digitalizzata di Comando e Controllo da parte dei livelli superiori.

- L’intero Sistema deve rispondere ai requisiti di modularità, integrabilità, interfacciabilità ed interoperabilità.

## Lo sviluppo
Lo studio dei requisiti operativi del Sistema, nel rispetto degli indirizzi NATO, è stato condotto fin dall’inizio con criteri estremamente pragmatici, nel recepimento dei progressi tecnologici concretamente utilizzabili, nel breve termine e per specifiche esigenze. Il principio ispiratore considera l’Uomo la componente alla quale il Sistema dà un supporto, senza che però esso possa arrivare a condizionarne le scelte.
La concezione tecnologica ed operativa del Sistema è per sua natura innovativa, per cui è inevitabilmente in grado di produrre problematiche altrettanto nuove, legate sia alle capacità che alle specifiche esigenze da soddisfare: pertanto a fianco dell’attività di ricerca e sviluppo del Sistema vanno poi sviluppate precise attività di addestramento, impiego e logistica. 
Va ricordato che in precedenza l’acquisizione di materiali per il combattente appiedato era rivolta a singole componenti dell’equipaggiamento, migliorandone di volta in volta le singole capacità mentre, al contrario, l’attuale Sistema migliora tutte le capacità del combattente, combinandole tra loro. Tale peculiarità comporta l’esigenza di verifiche appropriate e la ricerca di soluzioni circa l’impiego, la logistica, l’addestramento, la selezione del personale, degli incarichi etc…, per poter effettivamente utilizzare al meglio il Sistema. I fattori e criteri di scelta di volta in volta perseguiti andranno poi ad indirizzare a loro volta le successive scelte tecnologiche, perché il Sistema mantenga la maggiore efficienza, in particolare in termini di modularità, integrabilità, interfacci abilità ed interoperabilità.
Nel 2020 l’Esercito acquisisce nuovi sistemi d’arma tecnologicamente avanzati e disponibili all’impiego, in particolare attraverso l’uso di droni al posto dei normali elicotteri, così come più avanzati sistemi d’arma, anche individuali.